# Nun (Fluss)
Der Fluss Nun ist der östliche Mündungsarm des Nigers.

## Geografie
Wenn der Niger das Delta erreicht, teilt er sich fächerförmig auf. Dabei gabelt er sich an der Nordspitze des Bundesstaates Bayelsa in die zwei Hauptarme Nun und Forcados. Auch wenn der Nun der östlicher Arm ist, fließt er allerdings tatsächlich eher in südsüdwestliche Richtung und mündet schließlich wie der Forcados in die Bucht von Benin, deren östliches Ende er markiert.
Eine Brücke über den Fluss gibt es bei Kaiama.